# Newmains

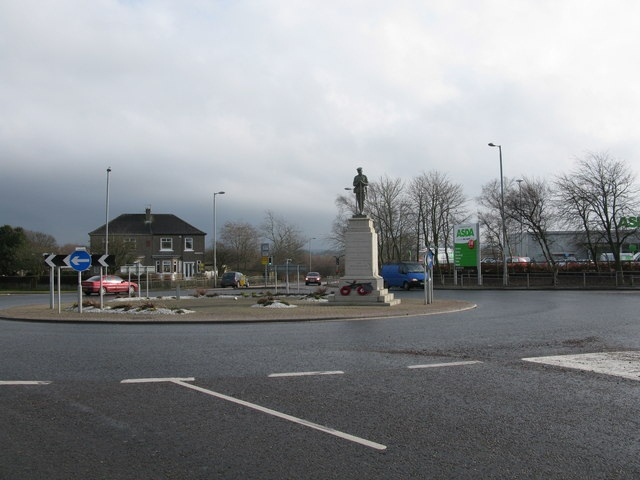
Kreisverkehr in Newmains

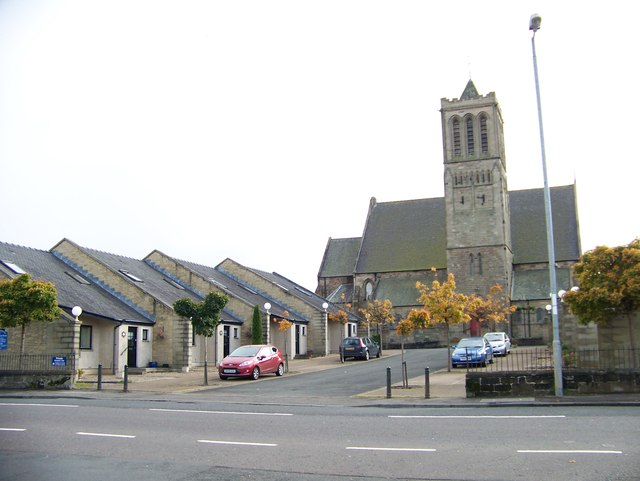
Die Kirche in Newmains

Newmains ist eine Gemeinde (Community Council Area), die südöstlich von Glasgow in der Region North Lanarkshire in Schottland liegt.

## Geographie
Newmains liegt im Westen der Central Lowlands in einer flachwelligen, teilweise bewaldeten Landschaft, etwa drei Kilometer östlich von Wishaw. Weitere Ortschaften in der Nähe sind Cambusnethan und Waterloo im Südwesten, Bellside im Nordwesten, Crindledyke und Bonkle im Nordosten sowie Morningside im Südosten. Zwei Gewässer begrenzen die Gemeinde, das South Calder Water im Norden und der Garrion Burn im Süden.

## Historisches
Im Rahmen der historischen Gliederung Schottlands in Civil Parishes zählt Newmains zu Cambusnethan, das zu Lanarkshire gehörte. Seit deren Auflösung bildet es eine eigenständige Gemeinde.
In Newmains stehen mehrere historisch bedeutsame Bauwerke, die als Listed Building in unterschiedlichen Kategorien ausgewiesen worden sind. Diese sind die Newmains Police Station, die Kirche Coltness Memorial Church sowie die Wohngebäude 144 Manse Road.

## Wirtschaft
Newmains profitierte ab dem 19. Jahrhundert vom Abbau von Kohle, die in einem Eisenwerk Verwendung fand. Die Zeche wurde in den 1960er Jahren geschlossen.

## Verkehr
Die zentrale Verkehrsachse des Ortes bildet die A71, die von Edinburgh kommt und in Irvine endet.
Zwischen 1867 und 1930 gab es in Newmains einen Bahnhof an der Nebenstrecke der Caledonian Railway, die von Morningside nach Cleland führte.